# 미국 정보공동체
미국 정보공동체(IC, USIC)는 미국 연방 정부의 개별 정보 기관들과 그 산하 조직들로 구성된 집단으로, 각각 독립적으로 또는 공동으로 활동하며 미국의 외교 정책과 국가 안보 이익을 지원하는 정보 활동을 수행한다. USIC에 속한 조직들은 정보 기관, 군사 정보 기관, 연방 행정부 내 민간 정보 및 분석 사무소들을 포함한다.
USIC는 국가정보국장실(ODNI)의 감독을 받으며, 이 기관은 미국 대통령에게 직접 보고하는 국가정보국장(DNI)이 이끈다. USIC는 1981년 12월 4일, 로널드 레이건 대통령이 서명한 행정명령 12333호(Executive Order 12333, “미국 정보 활동”)에 의해 설립되었다. IC의 법적 정의와 소속 기관 명단은 1992년 제정된 정보 조직법(Intelligence Organization Act of 1992, 공법 Pub.L. 102–496, 106 Stat. 3188 제정)에 명시되어 있다.

2010년 워싱턴 포스트의 보도에 따르면, 미국 전역의 10,000개 장소에서 1,271개의 정부 조직과 1,931개의 민간 기업이 대테러, 국토 안보, 정보 활동을 수행하고 있었으며, 정보공동체 전체에는 최고 기밀 보안 인가(top-secret clearances)를 보유한 인원이 약 854,000명에 달했다.
| Seal | Organization                                                           | Parent organization | Federal department  | Date est. |
| ---- | ---------------------------------------------------------------------- | ------------------- | ------------------- | --------- |
|      | 해군정보국 (ONI)                                                       | 미국 해군           | 미국 국방부         | 1882      |
|      | Coast Guard Intelligence (CGI)                                         | 미국 해안경비대     | 미국 국토안보부     | 1915      |
|      | 미국 국무부 정보조사국 (INR)                                           | 미국 국무부         | 미국 국무부         | 1945      |
|      | 중앙정보국 (CIA)                                                       | 미국정부의 독립기관 | 미국정부의 독립기관 | 1947      |
|      | National Air and Space Intelligence Center (USAF ISR Enterprise)       | 미국 공군           | 미국 국방부         | 1954      |
|      | 미국 국가안보국 (NSA) / Central Security Service (CSS)                 | 미국 국방부         | 미국 국방부         | 1952      |
|      | 국가정찰국 (NRO)                                                       | 미국 국방부         | 미국 국방부         | 1961      |
|      | 미국 국방정보국 (DIA)                                                  | 미국 국방부         | 미국 국방부         | 1961      |
|      | 미국 육군 군사정보대 (Office of the G-2)                               | 미국 육군           | 미국 국방부         | 1885      |
|      | Office of Intelligence and Counterintelligence (OICI)                  | 미국 에너지부       | 미국 에너지부       | 1977      |
|      | Marine Corps Intelligence, Surveillance, and Reconnaissance Enterprise | 미국 해병대         | 미국 국방부         | 1920      |
|      | National Geospatial-Intelligence Agency (NGA)                          | 미국 국방부         | 미국 국방부         | 1996      |
|      | Office of Intelligence and Analysis (OIA)                              | 미국 재무부         | 미국 재무부         | 2004      |
|      | Intelligence Branch (IB)                                               | 연방수사국          | 미국 법무부         | 2005      |
|      | Office of National Security Intelligence (ONSI)                        | 마약단속국          | 미국 법무부         | 2006      |
|      | Office of Intelligence and Analysis (I&A)                              | 미국 국토안보부     | 미국 국토안보부     | 2007      |
|      | National Space Intelligence Center (NSIC) (USSF ISR Enterprise)        | 미국 우주군         | 미국 국방부         | 2020      |